# Horgauergreut

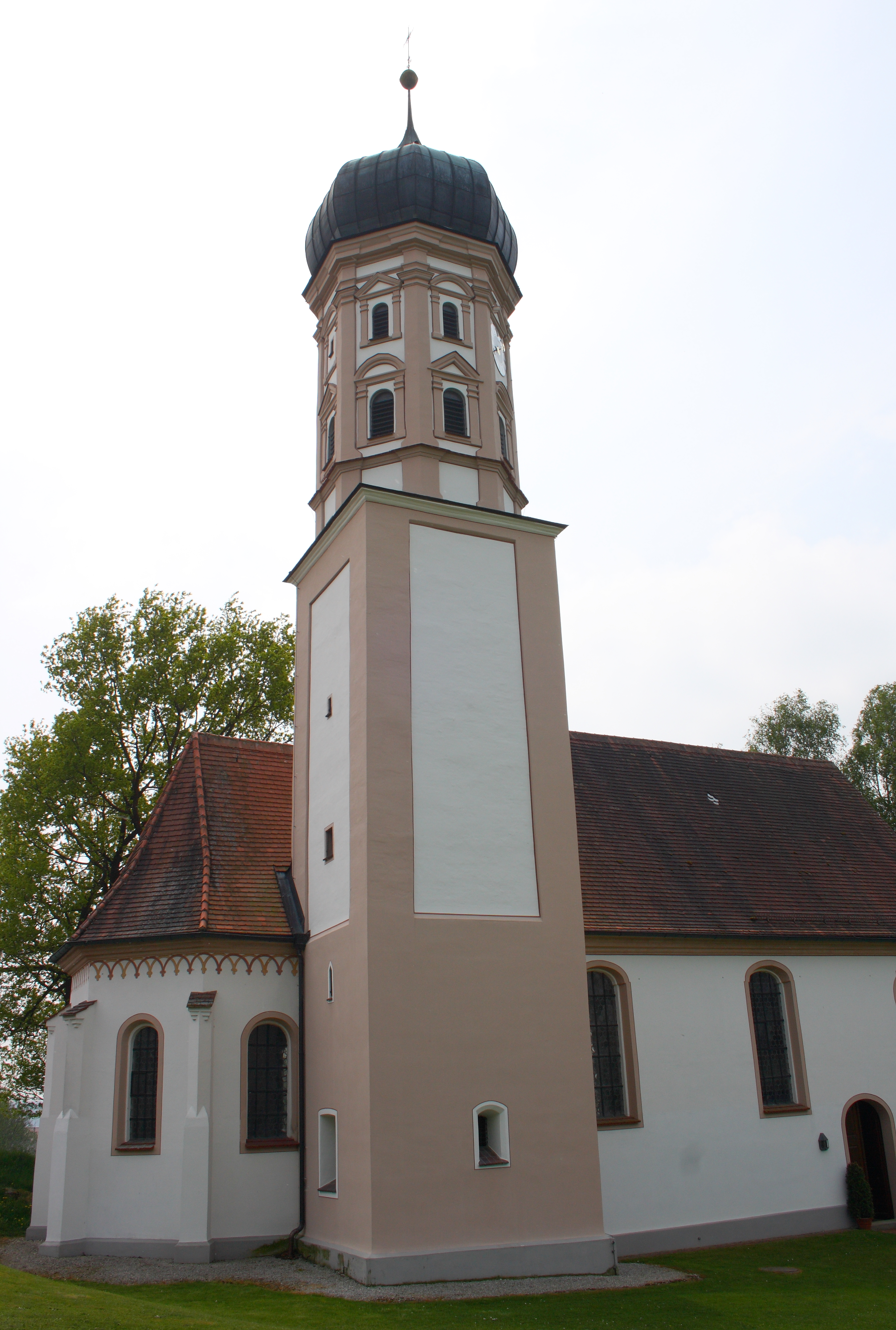
Kirche St. Maria Magdalena

Horgauergreut (ehemals auch Horgauergreuth, Kreith) ist ein Kirchdorf, Ortsteil und eine Gemarkung der Gemeinde Horgau im schwäbischen Landkreis Augsburg in Bayern.

## Geschichte
Von 1862 bis 1929 gehörte Horgauergreut zum Bezirksamt Zusmarshausen und ab 1929 zum Bezirksamt Augsburg, das ab 1939 dann als Landkreis Augsburg bezeichnet wurde.
Horgauergreut war eine selbstständige Gemeinde mit nur einer Ortschaft (dem Pfarrdorf Horgauergreut) und mit einer Fläche von 364,49 Hektar und wurde am 1. Januar 1971 im Zuge der Gebietsreform in Bayern in die Gemeinde Horgau eingemeindet. Am 1. Mai 1978 kam Horgau mit allen Ortsteilen zu Zusmarshausen, was am 27. Oktober 1983 wieder rückgängig gemacht wurde.
Horgauergreut gehört zur katholischen Pfarrei Sankt Martin in Horgau.